# لغستوم
لَغُسْتوم (الاسم العلمي Lagostomus)، حيوان لبون قاضم وحيد الجنس والنوع من فصيلة الشنشيليات. موطنه فيافي أمريكا الجنوبية.